# Nazionale maschile under 17 di calcio di San Marino
La nazionale maschile under 17 di calcio di San Marino è la rappresentativa calcistica under 17 della Repubblica di San Marino ed è posta sotto l'egida della Federazione Sammarinese Giuoco Calcio.

## Partecipazioni ai tornei internazionali

### Europeo U-16 e U-17
- 1990: Non qualificata
- 1991: Non qualificata
- 1992: Non qualificata
- 1993: Non qualificata
- 1994: Non qualificata
- 1995: Non qualificata
- 1996: Non qualificata
- 1997: Non qualificata
- 1998: Non qualificata
- 1999: Non qualificata
- 2000: Non qualificata
- 2001: Non qualificata
- 2002: Non qualificata
- 2003: Non qualificata
- 2004: Non qualificata
- 2005: Non qualificata
- 2006: Non qualificata
- 2007: Non qualificata
- 2008: Non qualificata
- 2009: Non qualificata
- 2010: Non qualificata
- 2011: Non qualificata
- 2012: Non qualificata
- 2013: Non qualificata
- 2014: Non qualificata
- 2015: Non qualificata
- 2016: Non qualificata
- 2017: Non qualificata
- 2018: Non qualificata
- 2019: Non qualificata
- 2020: Non qualificata (Fase finale non disputata)
- 2021: Non disputato